# Gabriele Amico Valenti
Gabriele Amico Valenti (Montedoro, 5 novembre 1899 – Caltanissetta, 19 luglio 1957) è stato un avvocato e politico italiano, primo sindaco di Caltanissetta eletto dopo la restaurazione della democrazia nel secondo dopoguerra.

## Carriera da avvocato
Iniziò la sua carriera come avvocato. In tale qualità fu nominato difensore di Diego Mignemi, accusato, insieme al giovane Francesco Calafato, dello stupro e del successivo omicidio di un caruso, Salvatore Zuffanti, che lavorava nella miniera Trabia Tallarita, trovato senza vita sulla riva del Salso. Il processo si concluse nel 1932, con la condanna a morte di Mignemi, nonostante fosse stato dichiarato non in grado di intendere e di volere. Calafato fu invece graziato dal re e fu così condannato al carcere a vita. Il fatto viene anche ricordato per essere stata la prima sentenza capitale emessa sotto il nuovo codice penale fascista.
L'evento lo portò ad abbandonare la professione di avvocato per intraprendere una carriera da notaio, anche se nel 1937 Amico Valenti fu comunque rappresentante della Curia nissena al consiglio nazionale del sindacato degli avvocati riunito a Bologna.

## Carriera politica
Nelle elezioni amministrative del 31 marzo 1946, le prime a suffragio universale, Gabriele Amico Valenti venne eletto consigliere del comune di Caltanissetta tra le file della DC, e il 23 aprile il Consiglio Comunale appena riunito lo elesse 51° sindaco della città, il primo dopo la restaurazione della democrazia.
Il neo-sindaco fu chiamato a risolvere i problemi che affliggevano una città appena uscita dalla guerra, ancora distrutta dalle bombe americane del 9-13 luglio 1943.
A seguito della richiesta dei Comunisti di entrare in Giunta (costituita unicamente dalla DC), 16 consiglieri si dimisero, portando alle elezioni suppletive del 12 ottobre, a seguito delle quali Amico Valenti fu riconfermato sindaco. Tuttavia subito dopo le elezioni dell'Assemblea Regionale Siciliana del 20 aprile 1947, la giunta iniziò a dare segni di cedimento, costringendo infine il sindaco, il 17 novembre a dimettersi e a rimettere il proprio mandato nelle mani del vicesindaco Vincenzo Marcenò. Il giorno successivo, mentre il Consiglio cercava il successore di Amico Valenti, il Municipio fu sede di durissimi scontri a fuoco tra la polizia e i comunisti, che chiedevano la chiusura della sezione locale del Movimento Sociale. Gli scontri si conclusero con nove feriti, di cui cinque carabinieri, ma in Consiglio si preferì rimandare la delicata questione dell'elezione del sindaco.
Venne rieletto in consiglio comunale alle amministrative del 1951, dopo essere passato al Partito Socialista Democratico Italiano.